# Московичи, Серж
Серж Моско́вичи (фр. Serge Moscovici — Московиси́; первоначальное имя Срул-Герш Моско́вич (рум. Srul Herş Moscovici); 14 июня 1925, Брэила — 16 ноября 2014, Париж) — французский психолог, автор работ в области социальной психологии; глава лаборатории социально-психологических исследований в Высшей школе социальных исследований при Парижском университете.
С 1963 года президент Европейской ассоциации экспериментальной психологии, с 1979 года директор Европейской лаборатории социальной психологии, которую он основал в 1975 году.

## Биография
Серж Москович родился под именем Срул-Эрш Москович в валашском городе Брэила в семье торговца зерном. Вырос в Кагуле на юге соседней Бессарабии, которую впоследствии считал своей родиной. В середине 1930-х годов семья переехала в Галац, а затем в Бухарест, где исключённый в 1938 году из лицея в силу нововведённых антисемитских законов Москович поступил учиться на механика в профессиональное училище «Ciocanul».
В 1939 году стал членом Румынской коммунистической партии. Во время войны, как еврей, был интернирован в лагерь на принудительные строительные работы, с 1944 года (после освобождения) работал сварщиком на бухарестском заводе «Malaxa». В следующем году был арестован в Араде по подозрению в участии в подпольной сионистской организации, переведён для суда в Тимишоару. В 1947 году Москович нелегально покинул Румынию и после кратковременного пребывания в лагере для беженцев в Италии поселился в Париже, где окончил Парижский университет.
В 1969—1978 годах — профессор École Polytechnique в Париже.
В 1972—1980 годах — профессор антропологического департамента Университета Париж Дидро.
В 1980—1995 годах — приглашённый профессор Нью-Йоркской школы социальных наук.
Член Европейской АН (1990), Нью-Йоркской АН (1992). Почётный член Венгерской АН (1998).
Кавалер ордена Почётного легиона (1989).
Почётный доктор ун-тов Женевского (1980), Глазго (1982), Брюссельского (1994), Болонского (1998) и др.
Сын Сержа Московичи, Пьер Московиси (р. 1957) — министр по европейским делам в правительстве Лионеля Жоспена, вице-президент европейского парламента (с 2004 года).

## Книги на русском языке
Все — под именем Серж Московичи.
- Социальные представления: исторический взгляд. — М.: Психологический журнал, 1995.
- Век толп. — М.: Центр психологии и психотерапии, 1996 и 1998.
- Психология масс. — М.: Бахрах, 1998.
- Машина, творящая богов. — М.: Центр психологии и психотерапии, 1998.
- Власть — неизбежный источник отношений между людьми. // «Психология и психоанализ власти». Хрестоматия. — Т. 1. — М.: Бахрах, 1999.
- Монстр власти. — М.: Алгоритм, 2009.
- Век толп. Исторический трактат по психологии масс. — М.: Академический проект, 2011. — 395 с.